# Ingvar Ambjørnsen
Ingvar Ambjørnsen (20. května 1956 Larvik, Norsko – 19. července 2025) byl norský spisovatel. Nedokončil střední školu, pracoval jako typograf, první sbírku básní vydal v roce 1976.
Jeho nejčtenějšími díly jsou román Bílí negři, odehrávající se v prostředí alkoholiků a narkomanů, a tetralogie o přemýšlivém podivínovi Ellingovi, z níž vyšel česky třetí díl Pokrevní bratři, který byl také v roce 2001 zfilmován Petterem Næssem, film byl nominován na Oscara. Dramatizace knihy od Axela Hellstenia byla uvedena i v českých divadlech. Autor těží ze své osobní zkušenosti s životem na okraji společnosti a často používá slang. Ambjørnsen je také úspěšným autorem dětských knih a detektivek a přispívá do novin Verdens Gang.
V roce 1988 získal Cappelenovu cenu, v roce 2001 Cenu Telenor a v roce 2009 Cenu Norské akademie.
Od roku 1985 žil v Hamburku, jeho manželka Gabriele Haefs je spisovatelka a překladatelka, v roce 2025 se vrátil do Norska. Jeho bratrancem je spisovatel Bernt Kristian Børresen.

## Dílo
- Pepsikyss
- 23-salen
- Den siste revejakta
- Hvite niggere (česky Bílí negři)
- Galgenfrist
- Stalins øyne
- Utsikt til paradiset (česky Výhled do ráje)
- Fugledansen
- Brødre i blodet (česky Elling. Pokrevní bratři)
- San Sebastian Blues
- Den mekaniske kvinnen
- Det gyldne vakuum
- Innocentia park
- Arven etter Rin-Tin-Tei (česky Samson a Roberto – Dědictví po strýčkovi)
- Krakilske kamerater
- Pater Pietros hemmelighet
- Kaptein Nero
- En lang natt på jorden
- Opp Oridongo
- Ut av ilden